# Liste der Einträge im National Register of Historic Places im Klickitat County
Diese Liste der Einträge im National Register of Historic Places im Klickitat County enthält alle im Klickitat County, Washington (Bundesstaat) in das National Register of Historic Places eingetragenen Gebäude, Bauwerke, Objekte, Stätten oder historischen Distrikte.
Diese Liste entspricht dem Bearbeitungsstand des National Park Service/National Register of Historic Places vom 16. August 2024.

## Legende
| NRHP | Historic Place             |
| HD   | National Historic District |

## Aktuelle Auflistung
| [ 2 ] | Name                              | Bild                           | Eintragsdatum                  | Lage                                                                                | Ort                   | Beschreibung |
| ----- | --------------------------------- | ------------------------------ | ------------------------------ | ----------------------------------------------------------------------------------- | --------------------- | ------------ |
| 1     | Appleton Log Hall                 | weitere Bilder                 | 2. Okt. 1992 ID-Nr. 92001294   | 835 Appleton Rd. 45° 48′ 36″ N, 121° 16′ 30″ W                                      | Appleton              |              |
| 2     | First Day Advent Christian Church | weitere Bilder                 | 26. Sep. 1991 ID-Nr. 91001439  | Kreuzung Maryhill Hwy. und Stonehenge Ave. 45° 41′ 14″ N, 120° 48′ 47″ W            | Maryhill              |              |
| 3     | Goldendale Free Public Library    | Goldendale Free Public Library | 3. Aug. 1982 ID-Nr. 82004259   | 131 W. Burgen 45° 49′ 15″ N, 120° 49′ 22″ W                                         | Goldendale            |              |
| 4     | Klickitat County Courthouse       | Klickitat County Courthouse    | 10. Sep. 2014 ID-Nr. 14000613  | 205 S. Columbus Ave. 45° 49′ 16,7″ N, 120° 49′ 21,7″ W                              | Goldendale            |              |
| 5     | Maryhill                          | weitere Bilder                 | 31. Dez. 1974 ID-Nr. 74001966  | südwestlich von Goldendale auf der U.S. 197 45° 40′ 40″ N, 120° 51′ 48″ W           | Goldendale            |              |
| 6     | Charles Newell House              | Charles Newell House           | 18. Aug. 1977 ID-Nr. 77001344  | 114 Sentinel St. 45° 49′ 2″ N, 120° 49′ 22″ W                                       | Goldendale            |              |
| 7     | Rattlesnake Creek Site            | Rattlesnake Creek Site         | 22. Mai 1978 ID-Nr. 78002762   | Adresse nicht veröffentlicht                                                        | Husum                 |              |
| 8     | Rowland Basin Site                |                                | 11. Juli 1996 ID-Nr. 96000724  | Adresse nicht veröffentlicht                                                        | Lyle                  |              |
| 9     | Stonehenge Memorial               | weitere Bilder                 | 28. Juni 2021 ID-Nr. 100006703 | Stonehenge Dr. 45° 41′ 39,5″ N, 120° 48′ 22″ W                                      | Maryhill              |              |
| 10    | Trout Lake Tourist Club           | Trout Lake Tourist Club        | 21. Sep. 2005 ID-Nr. 05001063  | 15 Guler Rd. 46° 0′ 15″ N, 121° 32′ 22″ W                                           | Trout Lake            |              |
| 11    | Whitcomb Cabin                    | weitere Bilder                 | 10. Juni 1975 ID-Nr. 75001860  | 100 Wildlife Refuge Rd., 9,7 km westlich von Glenwood 45° 57′ 48″ N, 121° 20′ 34″ W | Glenwood              |              |
| 12    | Wishram Indian Village Site       | Wishram Indian Village Site    | 16. März 1972 ID-Nr. 72001278  | Adresse nicht veröffentlicht                                                        | The Dalles (Umgebung) |              |